# Campeonato Mundial de Tiro con Arco en Sala de 2001
El VI Campeonato Mundial de Tiro con Arco en Sala se celebró en Florencia (Italia) entre el 19 y el 24 de marzo de 2001 bajo la organización de la Federación Internacional de Tiro con Arco (FITA) y la Federación Italiana de Tiro con Arco.

## Medallistas

### Masculino
| Evento                    | Oro                                                        | Plata                                                                 | Bronce                                                         |
| ------------------------- | ---------------------------------------------------------- | --------------------------------------------------------------------- | -------------------------------------------------------------- |
| Arco recurvo individual   | Michele Frangilli · Italia                                 | Butch Johnson Estados Unidos                                          | Özdemir Akbal Turquía                                          |
| Arco recurvo por equipo   | Butch Johnson Joseph McGlyn Victor Wunderle Estados Unidos | Balzhinima Tsyrempilov · Guennadi Mitrofanov · Alan Balikoyev · Rusia | Michele Frangilli · Ilario Di Buò · Mario Casavecchia · Italia |
| Arco compuesto individual | Morgan Lundin · Suecia                                     | Antonio Tosco · Italia                                                | Dave Cousins Estados Unidos                                    |
| Arco compuesto por equipo | Antonio Tosco · Fabio Zaetta · Mario Ruele · Italia        | James Butts Dave Cousins Gary Studt Estados Unidos                    | Morgan Lundin · Anders Malm · Dan Sodersten · Suecia           |

### Femenino
| Evento                    | Oro                                                                 | Plata                                                      | Bronce                                                           |
| ------------------------- | ------------------------------------------------------------------- | ---------------------------------------------------------- | ---------------------------------------------------------------- |
| Arco recurvo individual   | Natalia Valeeva · Italia                                            | Agata Bulwa · Polonia                                      | Nataliya Burdeina · Ucrania                                      |
| Arco recurvo por equipo   | Anna Puttseva · Margarita Galinovskaya · Svetlana Moiseyeva · Rusia | Kathleen Loesch Karen Scavotto Leah Clawson Estados Unidos | Tetiana Berezhna · Nataliya Burdeina · Kateryna Paleja · Ucrania |
| Arco compuesto individual | Mary Zorn Estados Unidos                                            | Fátima Agudo · España                                      | Andrea Čižmek · Croacia                                          |
| Arco compuesto por equipo | Mary Zorn Michelle Ragsdale Ashley Kamuf Estados Unidos             | Valérie Fabre Catherine Pellen Catherine Deburck Francia   | Irma Luyting · Marjon Pigney · Olga Zandvliet · Países Bajos     |

## Medallero
| Núm. | País           | Oro | Plata | Bronce | Total |
| ---- | -------------- | --- | ----- | ------ | ----- |
| 1    | Estados Unidos | 3   | 3     | 1      | 7     |
| 2    | Italia         | 3   | 1     | 1      | 5     |
| 3    | Rusia          | 1   | 1     | 0      | 2     |
| 4    | Suecia         | 1   | 0     | 1      | 2     |
| 5    | España         | 0   | 1     | 0      | 1     |
| 5    | Francia        | 0   | 1     | 0      | 1     |
| 5    | Polonia        | 0   | 1     | 0      | 1     |
| 8    | Ucrania        | 0   | 0     | 2      | 2     |
| 9    | Croacia        | 0   | 0     | 1      | 1     |
| 9    | Países Bajos   | 0   | 0     | 1      | 1     |
| 9    | Turquía        | 0   | 0     | 1      | 1     |
|      | TOTAL          | 8   | 8     | 8      | 24    |